# Языки Израиля

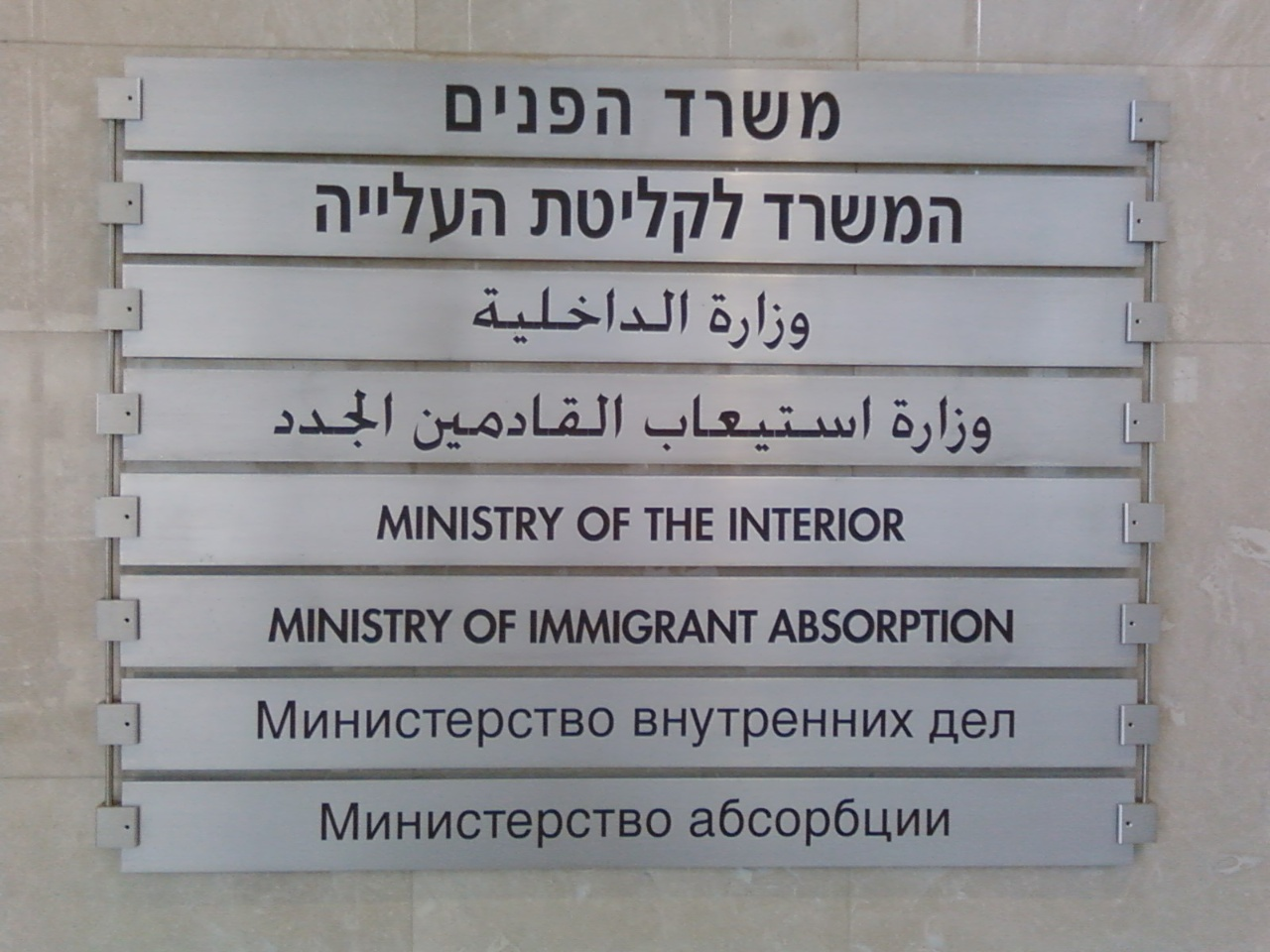
Вывеска в Министерстве внутренних дел/Министерстве абсорбции в Хайфе. Сверху вниз: иврит, арабский, английский и русский

Израиль — многоязычная страна. Официальным языком является иврит; арабский имеет особый статус. Кроме того, распространены английский и русский, а также французский, амхарский (эфиопский), испанский, румынский, польский, идиш, ладино, венгерский. В ходу также итальянский, персидский и его бухарский диалект, адыгейский и горско-еврейский языки. Всего, согласно сайту Ethnologue, к языкам Израиля относятся 39 языков и диалектов, считая языки жестов. Среди гастарбайтеров и иммигрантов распространены китайский, тагалог, тигринья, тайский языки.
Языки иммигрантов, такие как венгерский, румынский, польский и традиционные языки еврейской диаспоры, не имеют официального статуса, хотя для некоторых из них (идиш и ладино) существуют государственные учреждения по сохранению их литературы и культуры. Дети иммигрантов обычно говорят на иврите, и многие из этих языков имеют тенденцию к исчезновению.
По данным Центрального статистического бюро Израиля на 2011 год, среди населения страны старше 20 лет 49 % называют родным языком иврит, 18 % — арабский, 15 % — русский, примерно по 2 % — идиш, английский и французский, 1,8 % — испанский и 1,2 % — амхарский.

## Иврит

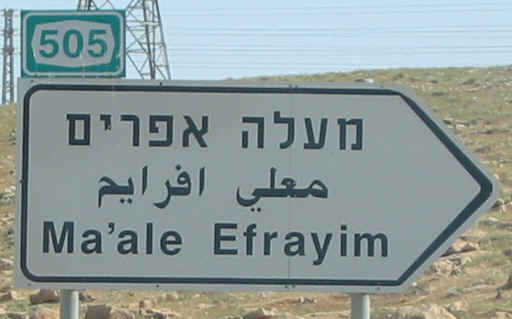
Дорожный указатель в Израиле на иврите, арабском и английском языках

Иврит — официальный язык Государства Израиль, развивающийся язык с трёхтысячелетней историей. Его консонантный алфавит имеет 22 буквы. Иврит относится к семитской группе, к которой также относятся арамейский, арабский, амхарский и другие. Иврит был письменным и разговорным языком до разрушения Второго Храма. С началом галута (изгнания) и расселения евреев в других странах евреи стали пользоваться в качестве разговорного языком тех мест, где они находились. На иврите издавалась религиозная литература, писались стихи и другие литературные произведения. Уход из употребления иврита как разговорного языка и использование его в основном для ритуальных целей породили у некоторых евреев отношение к нему как к священному языку. Они считали святотатством разговаривать на нём в повседневной жизни — см. харедим. Ашкеназские евреи говорили на идише, который развился из одного из немецких диалектов с большим числом заимствований из иврита и славянских языков. Слава возродителя иврита в качестве языка повседневного общения принадлежит филологу Элиэзеру бен-Йехуде. Иврит до сегодняшнего дня продолжает своё совершенствование и является официальным языком еврейского населения страны.
Иврит является одним из единичных случаев, когда мёртвый язык был возрождён: хотя как письменный язык иврит никогда не умирал, на протяжении многих веков он крайне ограниченно использовался в разговорной речи.
На иврите в 1998 году в Израиле говорило 4,85 млн человек. По состоянию на 2011 год, 5 % взрослого еврейского населения и 22 % взрослого арабского населения слабо владеют разговорным ивритом, 10 % и 26 % — письменным.

## Арабский
Арабский язык является родным для израильских арабов, которые составляют примерно пятую часть населения страны. В соответствии с основным законом «Основной закон: Израиль — национальное государство еврейского народа», принятым в 2018 году, арабский язык имеет в Израиле особый статус.

## Русский

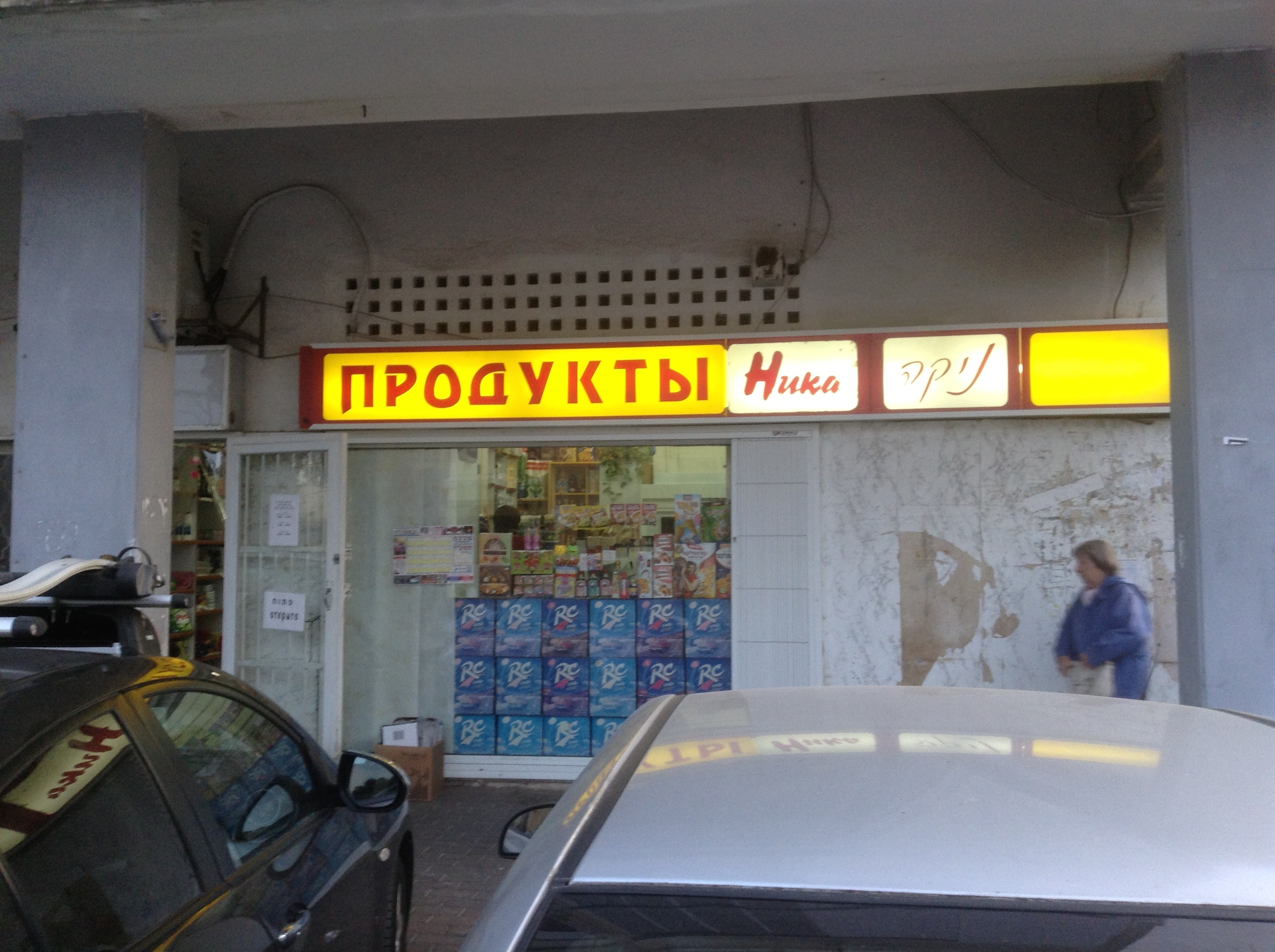
Русскоязычный магазин в Хайфе

На 2022 год, 15 %или 20 населения свободно говорит на русском языке. В последние десятилетия в Израиль прибыло около миллиона русскоговорящих евреев и членов их семей, большинство из них сохранили русский язык как основной язык общения в семье и между собой. Процесс совпал с изменением в языковой практике Израиля, которая с конца 80-х годов изменилась в сторону большей толерантности к многоязычию. Для многих репатриантов родной для них русский язык представляет значительную ценность независимо от их мотивации овладеть ивритом. Для них характерна установка на двуязычие (хотя, с другой стороны, новое поколение, родившееся или выросшее в Израиле, в повседневной жизни отдаёт предпочтение ивриту).
Число публикуемых в Израиле на русском языке книг, журналов и газет близко к тому, что выходит на иврите, и превышает то, что публикуется в Израиле на других языках, включая английский. Телевизионный канал «Израиль Плюс» (9 канал) вещает на русском языке круглосуточно, радиостанция РЭКА — примерно 12 часов в сутки. Практически во всех государственных и крупных частных организациях можно получить обслуживание на русском языке, повсеместно разного рода надписи и объявления дублируются на русском. В период предвыборных кампаний распространяются агитационные материалы на русском языке, а в день выборов на стенах избирательных участков и в кабинах для голосования висят плакаты, на которых избирательные листки переведены на русский язык..

## Английский
В 1999 году Верховный суд Израиля постановил, что английский, арабский и иврит были унаследованы Израилем в качестве официальных языков, но английский язык был исключён в соответствии с Законом о праве и управлении от 1948 года. Закон гласил:
«Любое положение в законе, требующее использования английского языка, отменяется».
Но на практике использование английского языка резко сократилось уже в первые годы после создания Государства Израиль. В качестве дипломатического языка сначала использовался французский, хотя большинство государственных чиновников и государственных служащих более свободно владели английским языком. В конце 1960-х израильско-французский союз распался, уступив место более сильному израильско-американскому союзу, что послужило восстановлению большей части утраченного статуса английского языка. Сегодня английский является основным языком международных отношений, но он не разрешен для использования в дебатах в Кнессете и при разработке законодательства. Некоторые законы времен британского мандата все ещё сформулированы на английском языке, и их постепенно переводят на иврит. Английский преподается в качестве второго языка в школах и университетах, как для ивритоговорящих, так и для арабоговорящих студентов. Несмотря на длительную историю британского управления страной, сегодня в Израиле используется в основном американский вариант английского языка.
Хотя английский язык не имеет того же статуса, что иврит и арабский, знание английского является базовым требованием в системе государственного образования и дорожные знаки обычно пишутся на английском, наряду с ивритом и арабским. Английский язык преподается в государственных школах с третьего класса до старшей школы, и сдача устного и письменного экзамена по английскому является обязательным условием для получения аттестата зрелости. Большинство университетов также считает высокий уровень английского языка необходимым условием для поступления. С начала 1990-х годов в Израиле наблюдается сильное влияние американской культуры. В Израиле телевизионные программы на иностранных языках, как правило, не дублируются, а представлены на языке оригинала, а это означает высокий уровень присутствия английского языка в средствах массовой информации.
Большинство израильтян могут общаться и читать по-английски, по крайней мере, на базовом уровне, а светские израильтяне, которые имеют высокий социальный и экономический статус, обычно лучше владеют английским, чем те, кто имеет более низкий социальный и экономический статус (это происходит в основном из-за различия в образовательных программах светских и религиозных школ и разной степени открытости разных слоев общества к влиянию иностранных языков). Израильтяне, родившиеся в 1980-х годах и позднее, как правило, лучше владеют английским языком, чем их родители, бабушки и дедушки из-за того, что английский занимает большее место в современных средствах массовой информации. Хорошее владением английским считается среди израильтян признаком хорошего образования. За плохое знание английского языка некоторые израильские политики, например Дэвид Леви и Амир Перец, подвергались открытым насмешкам со стороны общества и в средствах массовой информации.
Английский язык является родным для 2 % израильтян в возрасте 20 лет и старше (по данным Центрального статистического бюро Израиля за 2011 год).

## Идиш
По оценке Ethnologue на 2016 год, 166 тыс. человек (2,6 % от численности евреев в Израиле) говорили на идише.

## Другие
Выделенный статус (законодательная поддержка, перевод документов, либо признанный язык школьного преподавания, либо вещание на государственных каналах) есть, помимо русского и идиша, у ещё нескольких языков: амхарского, ладино, адыгейского, израильского жестового языка. Согласно сайту Ethnologue, статус языков преподавания имеется также у венгерского и горско-еврейского языка.
Как иностранные, в школьную программу входят английский, французский и арабский языки. Преподавание дополнительных языков (13 по состоянию на 2005 год) признаётся министерством образования, но существует в ограниченных объёмах. Среди взрослого населения Израиля владеют устным английским на хорошем уровне — 73 %, письменным — 63 %.